# اقتراح تسلیم بشار الأسد إلى سوريا

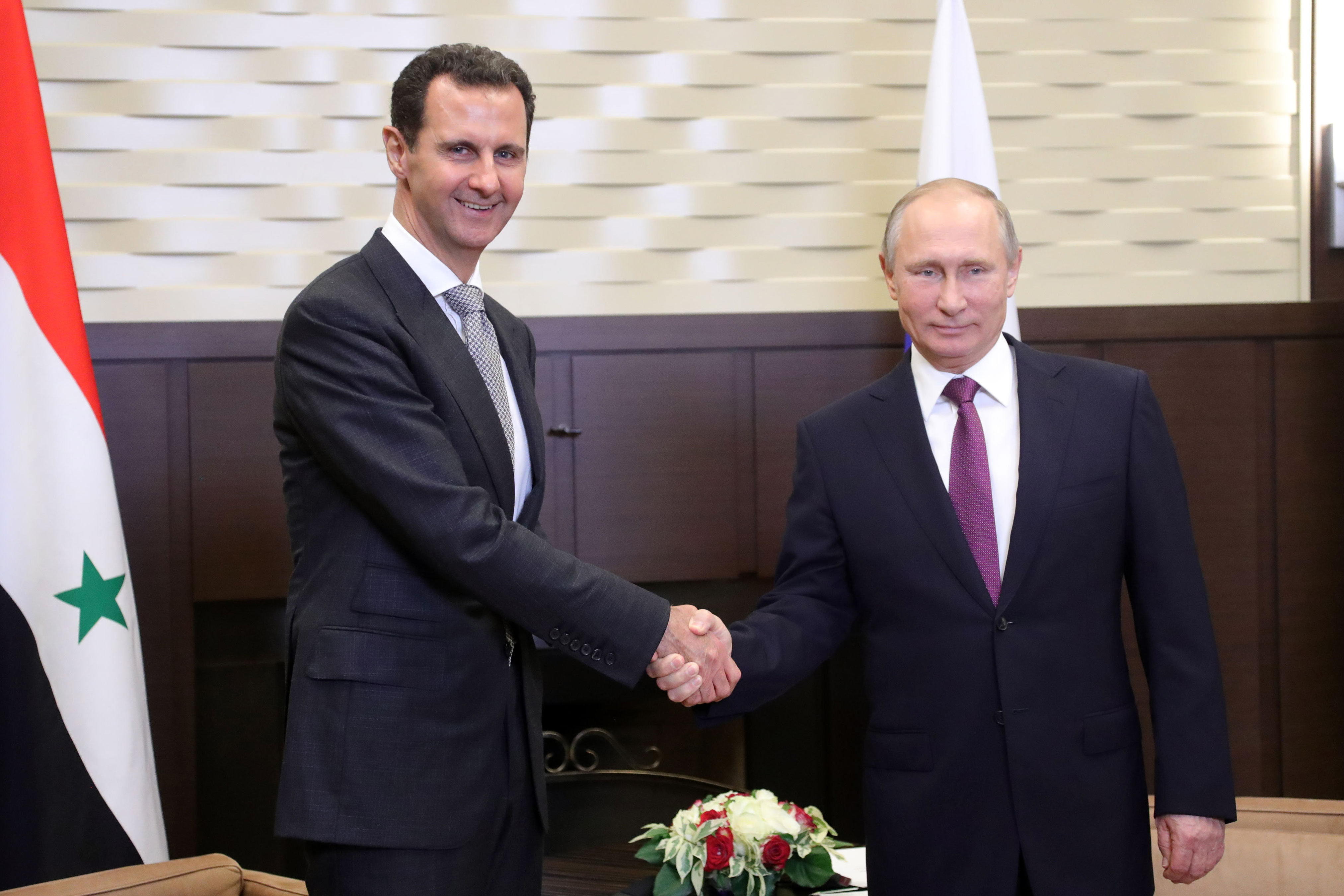
بشار الأسد مع فلاديمير بوتين في عام 2017

أصبح اقتراح تسليم بشار الأسد إلى سوريا من روسيا، التي منح فيها اللجوء الإنساني، قضية ملحّة عقب سقوط نظام آل الأسد الذي دام مدّة 54 عامًا. وقد طالبت حكومة تصريف الأعمال، ثم الحكومة الانتقالية السورية، بتسليمه لمحاكمته بتهم تتعلق بجرائم ضد الإنسانية، إضافة إلى تهم أخرى محتملة ناجمة بالأساس عن قمعه الدموي للثورة السورية.

## نظرة عامة
تولَّى الأسد الابن منصب رئيس سوريا بالوراثة منذ عام 2000 وظل على سدة الحكم حتى سقوطه وفراره يوم 8 ديسمبر (كانون الأول) 2024. وقد اتّسمت فترة حكمه بالاستبداد وقمع المعارضة السياسية، وتعرّض نظامه لانتقادات متزايدة بشأن تفشّي الفساد، وانتهاكات حقوق الإنسان، وقمعه الدموي للثورة السورية التي اندلعت عام 2011، والتي أفضت إلى اندلاع الحرب الأهلية السورية في نهاية المطاف.
وقد شهدت هذه الحرب تدخل أطراف دولية عديدة، فقد ساندت روسيا وإيران وحزب الله نظام الأسد، بينما حظيت الفصائل الثورية بدعم قوى غربية وإقليمية عدّة. وفي يوم 8 ديسمبر (كانون الأول) عام 2024، وبعد سلسلة من الهجمات التي شنَّتها المعارضة السورية المسلحة، أُطيح بالأسد الذي فرَّ هاربًا إلى موسكو، حيث فرض على نفسه المنفى الذاتي مع عقيلته أسماء، بعد أن منحته روسيا حق اللجوء الإنساني هو وأفراد أسرته.

## مطالب التسليم
ورد أن أول طلب لتسليم الأسد من روسيا قُدِّم في شهر يناير (كانون الثاني) 2025، خلال أول زيارة يقوم بها وفد روسي إلى سوريا بعد سقوط نظام آل الأسد. وقدّم الطلب حينها الزعيم الفعلي للبلاد آنذاك، أحمد الشرع، الذي أصبح لاحقًا رئيسًا للجمهورية، إلى وفد روسي ترأّسه نائب وزير الخارجية ميخائيل بوغدانوف. وامتنع الكرملين عن التعليق على المسألة.
وفي فبراير (شباط) 2025، سُئِل وزير الدفاع السوري مرهف أبو قصرة، خلال مقابلة أجراها مع صحيفة واشنطن بوست، عمَّا إذا كان الرئيس الشرع قد طلب تسليم الدكتاتور السابق بصورة رسمية. امتنع أبو قصرة عن تأكيد الأمر، إلّا أنه اعترف بوقوع مناقشات حول ملف محاسبة الأسد.
وبحلول مطلع شهر مارس (آذار) 2025، أفادت وكالة رويترز أنّ مسؤولين سوريين كانوا قد طرحوا خلال اجتماع عُقد في يناير إمكانية تسليم روسيا للأسد، دون اعتبار ذلك عقبة جوهرية في سبيل استئناف العلاقات. وذكر مسؤول روسي رفيع أنّ موسكو لن توافق على تسليمه، ولم تتلقَّ طلبًا رسميًا بذلك. وفي 10 مارس (آذار) 2025، رفض الرئيس الشرع في مقابلة أجراها مع وكالة رويترز تأكيد ما إذا كان قد طلب من موسكو تسليم رأس النظام المخلوع.
وفي غضون ذلك، ذكرت صحيفة وول ستريت جورنال في يوم 6 مارس 2025، نقلًا عن مسؤولين سوريين وأوروبيين، بأنّ روسيا كانت تتفاوض مع سوريا على اتفاق يضمن بقاء قاعدتيها العسكريتين ويكفل لها عقود استثمارية متعددة، وأنّ دمشق طلبت من الروس خلال تلك المحادثات تسليم الأسد حتّى يُحاكم وينال جزاءه العادل على جرائمه، غير أنّ روسيا رفضت حينها الخوض في الموضوع.
وفي يوم 22 مارس (آذار) 2025، نقلت العربية عن مصادر لم تُسمّها، أنّ الرئيس الشرع طلب من فلاديمير بوتين تسليم بشار حتّى يُحاكم على جرائمه في سوريا. وفي 7 أبريل (نيسان) 2025، صرّح السفير الروسي لدى العراق ألبروس كوتراشيف، لوكالة أنباء الجمهورية الإسلامية الإيرانية (إيرنا)، بأنّ بقاء الأسد في موسكو كلاجئ كان مرهونًا بانسحابه الكامل عن الساحة الإعلامية والسياسية. وأضاف أن روسيا لم تمنح اللجوء الإنساني لبشار لأسد وعائلته إلَّا بعد أن أصدر الرئيس بوتين أمرًا شخصيًا بذلك.
وفي مقابلة مع صحيفة نيويورك تايمز في شهر أبريل (نيسان) 2025، صرَّح الرئيس الشرع بأنّ سوريا طلبت من روسيا تسليم الأسد لمحاكمته كشرط للسماح باستمرار الوجود العسكري الروسي في سوريا، إلّا أنّ موسكو رفضت ذلك.